# Kopár-hágói vasúti alagút
A Kopár-hágói vasúti alagút a Budapest–Esztergom-vasútvonal vasúti alagútja Pest vármegye nyugati részén, Pilisvörösvár és Piliscsaba települések, illetve az Őrhegy forgalmi kitérő és Pázmáneum megállóhely között, melyet a Magyar Államvasutak Zrt. (MÁV) üzemeltet. Az alagutat a vasútvonal legmagasabban haladó szakaszán képezték ki a vasútvonal létesítésekor, az 1890-es években, azzal a céllal, hogy csökkenteni lehessen a hegyvidéki jellegű vonalszakasz eleve jelentős szintemelkedését. Létesítése óta ez az ország leghosszabb vasúti alagútja.
Áthaladó vasútvonalak:
- Budapest–Esztergom-vasútvonal (2)

## Leírása
Az egyvágányú alagút mintegy 780 méter (hivatalosan 779,5 méter) hosszúságban halad a Budai-hegységet a Pilistől elválasztó Solymári-völgy legmagasabb pontja, a Kopár-hágó vagy Kopárosi-hágó alatt; a hágót észak-északkelet felől a Pilishez tartozó Zajnát-hegyek tömbje, dél-délnyugat felől pedig a Nagy-Szénás tömbjének északi előhegyei (Kavics-hegy, Hárs-hegy, Vörös-hegy) határolják.

## Története
Jelenleg az alagút végig nagyjából párhuzamosan halad a 10-es főúttal, attól néhány méterre északra, ez azonban nem volt mindig így: az országút a 20. század első évtizedeiben még egy híddal keresztezte a vasútvonalat nem sokkal az alagút vörösvári bejárata előtt, onnan pedig a vasúttól északra haladt tovább Piliscsaba irányában és valahol a mai Kopár Csárda helye környékén haladt el ismét a föld mélyében haladó vasút fölött, hogy újból elérje azt a nyomvonalat, ahol ma is halad. A közút iránytörését az alagút vörösvári bejáratától délre emelkedő hegy közelsége és meredeksége okozhatta, amit a későbbi évtizedekben az útakadályt képező sziklaszirtek kirobbantásával orvosoltak.
Az 1956-os forradalom idején környékbeli fiatalok robbantást kíséreltek meg a vasúti alagútban, minden bizonnyal a pilisszentiváni bányákból megszerzett robbanóanyagokkal; az alagutat azonban végül nem érte komolyabb kár.
A vasútvonal 2012-2015 közti felújításából és kétvágányúsításából nem maradt ki ez a szakasz sem: bár arra nem volt lehetőség, hogy az alagutat két vágányosra építsék át, a vonal tervezett villamosítása miatt így is szükség volt átalakításokra. Ennek érdekében az eredeti pályaszintet mintegy 20 centiméterrel le kellett süllyeszteni, ami speciális felépítményt igényelt, és a felsővezeték rögzítését is speciális módszerekkel – az itteni adottságok figyelembe vételével továbbfejlesztett áramvezető sín kiépítésével – kellett megoldani. A rekonstrukció munkálatainak befejezése óta az alagútban engedélyezett sebesség: 80 km/h.

## Megközelítés tömegközlekedéssel
- Busz:  799, 800, 801, 805, 810, 815, 832

## Képgaléria

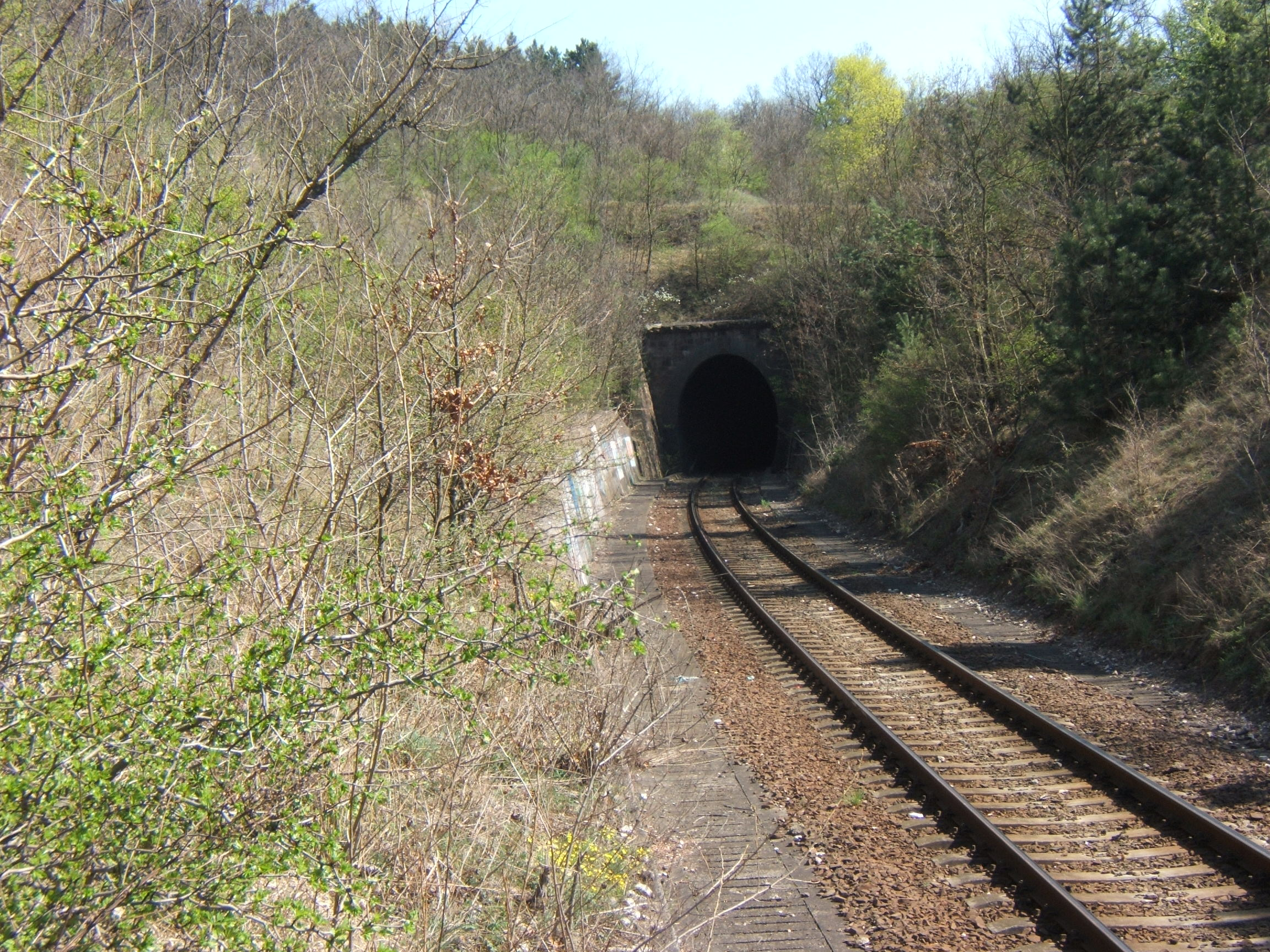
Az alagút Piliscsaba felőli bejárata 2007-ben
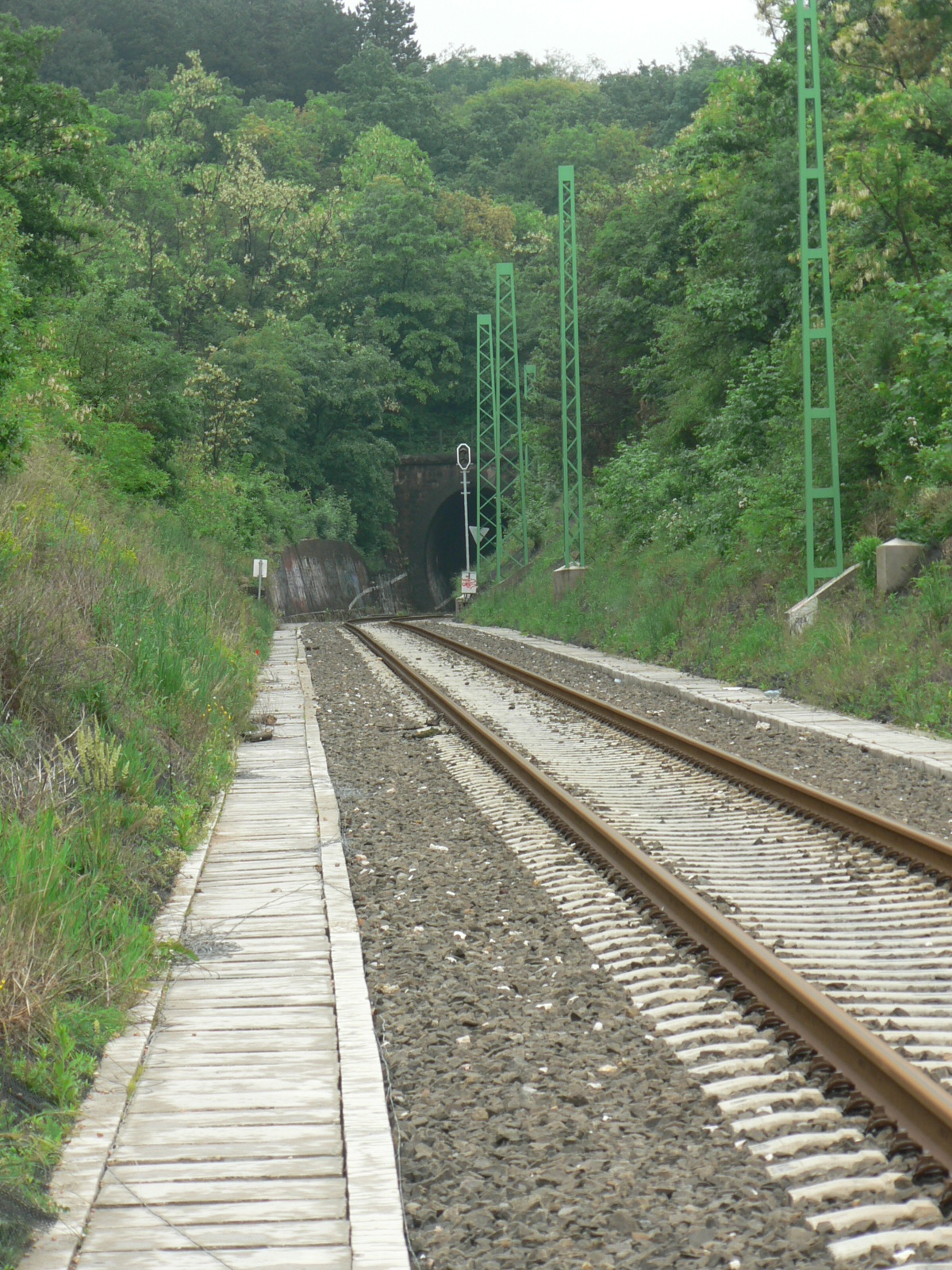
A Pilisvörösvár felőli bejárat 2015-ben
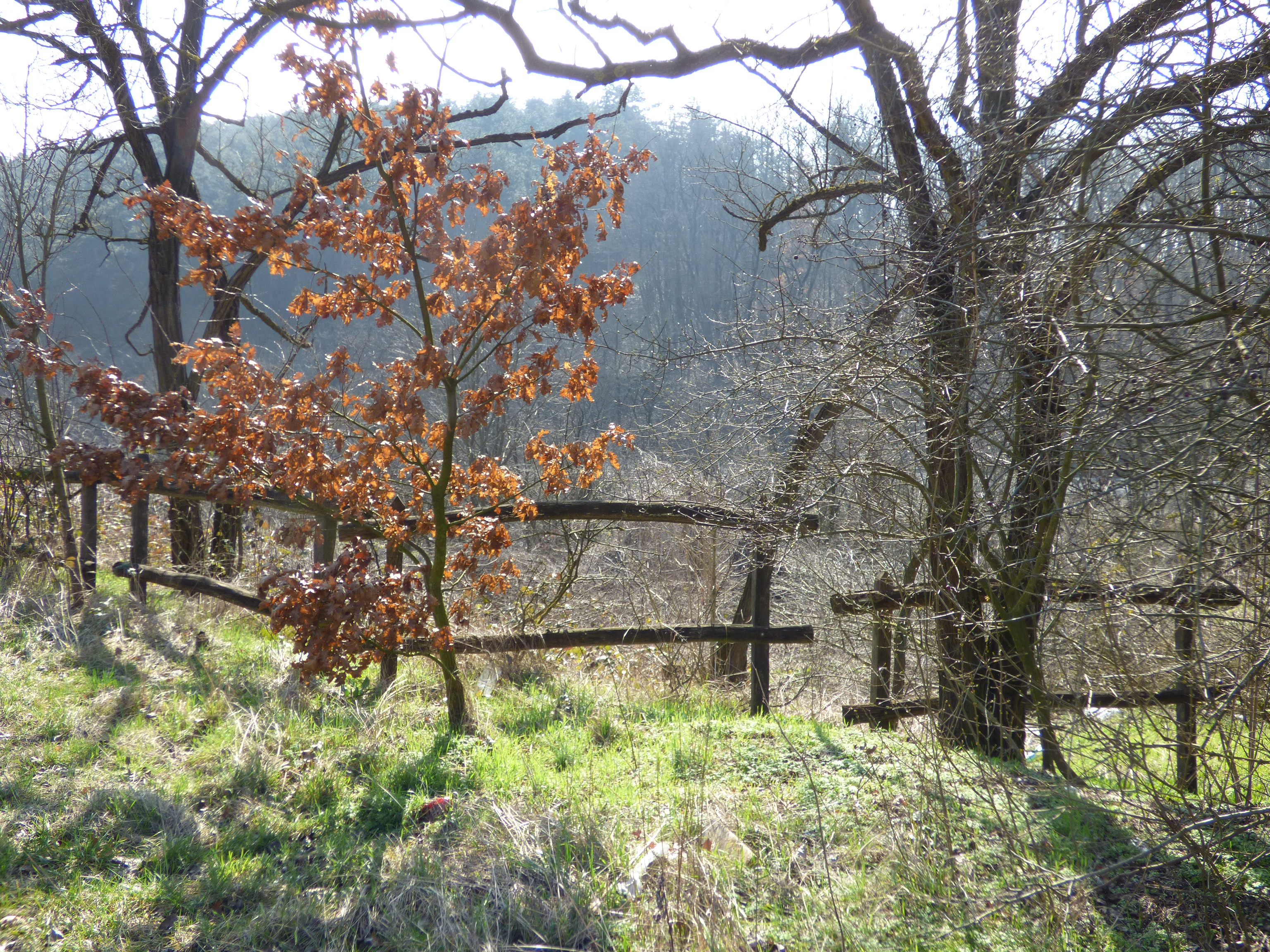
Fakorlát védi a kirándulókat a beeséstől az alagút pilisvörösvári kijáratánál